# La Aurora (Bouguereau)
La Aurora es un cuadro del pintor William-Adolphe Bouguereau, realizado en 1881, que se encuentra en el Birmingham Museum of Art de Birmingham, Alabama, Estados Unidos.

## El tema
El autor, prolijo en obras de temática mitológica representa en este caso la divinidad celeste Eos, personificación de la aurora, que da nombre al cuadro. Eos es, junto a Helios y Selene (el sol y la luna) una tríada de hermanos hijos de titanes asociados a las divinidades celestes de los griegos. Era madre de los vientos Céfiro, Boreas y Noto y su función, según Homero, era abrir las puertas del cielo al sol para su salida cada mañana. Precediendo a Helios en su carro, ahuyenta a la noche y permite el amanecer cotidiano.
Los atributos de la diosa suelen ser el carro que ella misma conduce y su peplo o fino manto con el que se envuelve. Es muy representada en cerámica portando o llorando la muerte de su hijo Memnón ante las murallas de Troya en su enfrentamiento contra Aquiles.
Rodin y Matisse realizaron esculturas con temática sobre la diosa, mientras que Annibale Carracci y François Boucher pintaron a esta en su episodio con Céfalo.

## Descripción de la obra

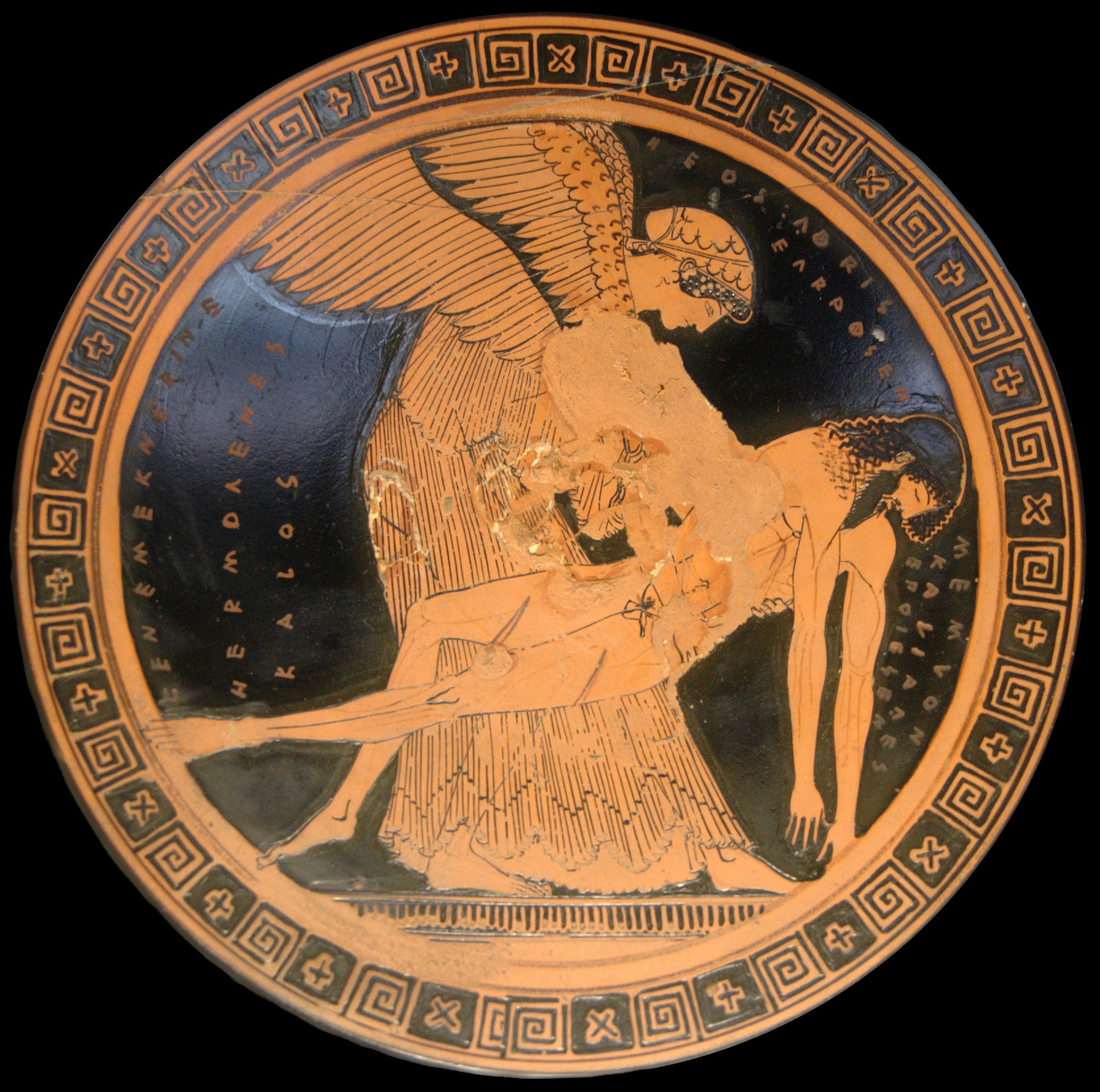
Copa ática de figuras rojas con Eos llevando a su hijo Memnón muerto, c. 490-480 a. C., la llamada «Pietà de Memnón», Museo del Louvre.

Como tantos artistas precedentes y contemporáneos, Bouguereau usa el tema como excusa para representar a la diosa sensual y semidesnuda, con su manto ligero alrededor de su cuerpo, besando y dando vida a las flores después de la fría noche, que se intuye a sus pies.